# ماونتن ویو (اکلاهما)
ماونتن ویو(به انگلیسی: Mountain View) شهری در ایالت اکلاهما کشور ایالات متحده آمریکا است که جمعیت آن در سرشماری سال ۲۰۱۰ میلادی، ۷۹۵ نفر بوده‌است.